# عبد الرب إدريس
عبد الرب إدريس (11 يوليو 1946)، مطرب وموسيقار سعودي من أصل حضرمي ولد في مدينة المكلا، درس الموسيقى في القاهرة وغنى في إذاعة صوت العرب. نال درجة الدكتوراه من المعهد العالي للموسيقى بالقاهرة سنة 1988 وسبق له العمل في السبعينات معيداً في المعهد العالي للموسيقى في الكويت. عين رئيساً للفرقة الوطنية السعودية للموسيقى في أبريل 2019.

## أشهر ألبوماته الغنائية
- آخر مراسيله
- هذا العمر 2008 م
- أنا أنت 2001 م
- عبد الرب إدريس 2004
- قلبك معي (رومكو 9)
- طائر بلا ريش
- آراقب الساعة
- أسمر حلو
- تم اللقاء
- نسيم الحب ( جلسة 93 م )
- حفلة المكلا
- ريحل السواحل
- دندني ( جلسة مطورة )
- طارت الطيّارة
- لا أنت من ثوبي
- يا زين حبك 2000 م

## أبرز ألحانه

### أبو بكر سالم
- حجة الغائب كلمات عبد الله البقعي
- أنا المتيم كلمات إبراهيم جمعة
- عطني الحل كلمات فائق عبد الجليل .

### طلال مداح
- أحرجتني لمنصور الشادي
- صدق المحبة (أغنية غير مشهورة لأنها لم تكن إلا في جلسات الراحل طلال مداح ).
- سبت العلايا لمحمد القرني

### فهد مطر
- بأمر الملك لخالد الفيصل

### محمد عبده
- أبعتذر لبدر بن عبد المحسن بن عبد العزيز آل سعود
- كلك نظر لبدر بورسلي
- محتاج لها لبدر بورسلي
- جيتك حبيبي ليوسف ناصر
- إنتَ معاي ليوسف ناصر
- إلى من يهمها أمري لبدر بن عبد المحسن بن عبد العزيز آل سعود
- خضر الفنايل لسعد الحميد
- الفجر البعيد لبدر بن عبد المحسن بن عبد العزيز آل سعود
- أيامي لك لمحمد عبد الرحمن
- إنتي نسيتي لمساعد الرشيدي
- الأرض لبدر بن عبد المحسن بن عبد العزيز آل سعود
- بس لحظة

### أصيل أبوبكر
- ليه اتصلتي

### راغب علامة
- شالوا غزالي وسافروا من كلمات الشاعر الناصر

### خالد عبد الرحمن
- عود الليل لبدر بن عبد المحسن بن عبد العزيز آل سعود
- معانق الأحلام لمحمد بن عبدالعزيز

### سميرة سعيد
- يا ابن الحلال من كلمات الشاعر: سعود سالم
- ولهان من كلمات الشاعرة: ريم البوادي
- ويــلي من كلمات الشاعر:محفوظ صالح
- حبيبك من كلمات الشاعرة: ريم البوادي

### عبادي الجوهر
- أوعدك
- ما لهم صوت
- واقفة

### ماجدة الرومي
- أحبك وبعد من كلمات الشاعر الناصر
- الحب والوفاء من كلمات الشاعر الناصر
- في ليلك الساري من كلمات الشاعر الناصر
- متغير ومحيرني من كلمات ماجدة الرومي
- أحن إليك

### عباس إبراهيم
- لفتة لمحمد بن عبد الله الفيصل آل سعود
- الساعة 25 لخالد الفيصل
- الوعد باكر لبدر بن عبد المحسن بن عبد العزيز آل سعود
- قوية للناصر
- كيف حالك ل نواف الشلهوب
- إرجعيلي بالسلامة لنواف الشلهوب

### راشد الماجد
- المسافر لبدر بن عبد المحسن بن عبد العزيز آل سعود
- الحل الصعب لبدر بن عبد المحسن بن عبد العزيز آل سعود
- غلطة الأيام من كلمات الشاعر الناصر
- وحشتني سواليفك من كلمات الشاعر الناصر
- علمتني لطلال الرشيد

### عبد الكريم عبد القادر
- عاشق لعبد اللطيف البناي
- غريب لبدر بورسلي
- أنا ردّيت لعبداللطيف البناي
- باعوني لعبداللطيف البناي
- باختصار لبدر بورسلي
- ردّي الزيارة لخليفة العبدالله الصباح
- أعترفلك لبدر بورسلي
- لا للرجوع لعبداللطيف البناي
- آه يا الجراح لبدر بن عبد المحسن بن عبد العزيز آل سعود
- مرني لبدر بورسلي
- أنا من الأيام للناصر
- هذا أنا لبدر بورسلي
- جمر الوداع لعبداللطيف البناي
- يطري عليه الوله لبدر بن عبد المحسن بن عبد العزيز آل سعود
- ظماي إنت لبدر بن عبد المحسن بن عبد العزيز آل سعود
- راجع للناصر
- التقينا لأحمد الروم
- شخبارک من کلمات عبد اللطیف البناي

### نانسي عجرم
- خفف علي شوي من كلمات الشاعر الناصر

### نايف النايف
- تواق من كلمات الشاعر نواف الشلهوب

### عبد المجيد عبد الله
- ما هو صحيح
- يا ويش بقى
- أنا صادق
- ليه كذا
- ذكرى الجراح
- لا ترحلي
- من يقول الزين
- ما قلت لي
- انتظروني
- ناقش الحنة
- أتبعك
- الوعد

### عبد الله الرويشد
- أنا اللي استاهل من كلمات الشاعر سامي العلي
- تعذر لي من كلمات الشاعر أحمد الشرقاوي
- عبرة الأيام من كلمات الشاعر الناصر
- صمت الوداع من كلمات الشاعر الناصر
- قلب الذهب من كلمات الشاعر الناصر
- راجع من كلمات الشاعر الناصر
- مستهترة من كلمات الشاعر أسير الشوق
- يا ويلتي من كلمات الشاعر الناصر
- أنت في العين من كلمات الشاعر الناصر

### رباب
- أتت الظروف من كلمات الشاعر الناصر
- يتزلل القلب من كلمات الشاعر الناصر
- رد الصوت من كلمات الشاعر سعد الحميّد
- غيرت عنواني من كلمات فايق عبد الجليل

### آمال ماهر
- الذكرى لخالد الفيصل.

## الإصدارات
| الكتاب      | التاريخ | المصدر                                     |
| ----------- | ------- | ------------------------------------------ |
| رسالة رحلتي | 2023م   | صدر عن هيئة الأدب والنشر والترجمة السعودية |

## التكريم
كُرم من المجلس الوطني للثقافة والفنون والآداب في الكويت في سبتمبر 2023، وذلك افتتاح مهرجان الموسيقى الدولي بدورته الـ 23.

## وصلات خارجية
- عبد الرب أدريس.. دكتور الألحان الرومانسية.
- عاصمة عبد الرب إدريس.